# 10 nanòmetres
| Tecnologia | Any   |
| ---------- | ----- |
| 10 um      | 1971  |
| 6 um       | 1974  |
| 3 um       | 1977  |
| 1,5 um     | 1982  |
| 1 um       | 1985  |
| 800 nm     | 1989  |
| 600 nm     | 1994  |
| 350 nm     | 1995  |
| 250 nm     | 1997  |
| 180 nm     | 1999  |
| 130 nm     | 2001  |
| 90 nm      | 2004  |
| 65 nm      | 2006  |
| 45 nm      | 2008  |
| 32 nm      | 2010  |
| 22 nm      | 2012  |
| 14 nm      | 2014  |
| 10 nm      | 2017  |
| 7 nm       | 2018  |
| 5 nm       | 2019  |
| 3 nm       | ~2021 |
| 2 nm       | ~2023 |
| 1 nm       | ~2027 |

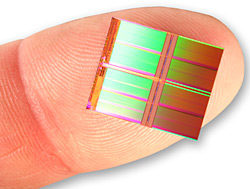
Fig.1 Exemple de tecnologia de 10 nm

10 nanòmetres (10 nm) és una tecnologia de fabricació de semiconductors en què els components tenen una dimensió de 10 nm. És una millora de la tecnologia de 14 nm. La llei de Moore diu que la superfície és redueix a la meitat cada 2 anys, per tant el costat del quadrat de la nova tecnologia serà de {\displaystyle 10\simeq {\frac {14}{\sqrt {2}}}}. Sabent que els àtoms de silici tenen una distància entre ells de 0,543 nm, llavors el transistor té de l'ordre de 18 àtoms de llargada.

## Història
- 2015, l'empresa TSMC anuncia el començament de la producció en 10 nm.
- 2015, l'empresa Samsung mostra oblies de 300mm amb FinFET de 10 nm.
- 2016, Intel comença la producció de prova de 10 nm.
- 2016, Samsung anuncia la producció en massa de 10 nm

## Tecnologia emprada
- Tecnologia de materials amb Dielèctric high-k.
- Tecnologia de materials amb Dielèctric low-k.
- Tecnologia de SOI (silici sobre aïllant).
- Tecnologia de litografia millorada amb llum ultraviolada i multiple patterning.
- Tecnologia de transistor FinFET.

## Processadors

Fig.1 Transistor FinFET

Informació preliminar :
| Fabricant                  | Intel  | Intel   | Samsung             | Samsung             | TSMC   | TSMC    | SK Hynix | SK Hynix |
| -------------------------- | ------ | ------- | ------------------- | ------------------- | ------ | ------- | -------- | -------- |
| Nom del procés             | P1274  | P1274   | 10LPE, 10LPP, 10LPU | 10LPE, 10LPP, 10LPU |        |         |          |          |
| Primera producció          | 2017   | 2017    | 2017                | 2017                | 2017   | 2017    | 2017     | 2017     |
| Tipus                      | FinFET | FinFET  | FinFET              | FinFET              | FinFET | FinFET  | FinFET   | FinFET   |
|                            | Valor  | 14 nm Δ | Valor               | 14 nm Δ             | Valor  | 16 nm Δ | Valor    | 18 nm Δ  |
| Pas de Fin                 | ? nm   | ?x      | ? nm                | ?x                  | ? nm   | ?x      | ? nm     | ?x       |
| Amplada de Fin             | ? nm   | ?x      | ? nm                | ?x                  | ? nm   | ?x      | ? nm     | ?x       |
| Alçada de Fin              | ? nm   | ?x      | ? nm                | ?x                  | ? nm   | ?x      | ? nm     | ?x       |
| Pas de contacte de porta   | 54 nm  | 0.77x   | 64 nm               | 0.82x               | 64 nm  | 0.71x   | ? nm     | ?x       |
| Pas de connexió            | ? nm   | ?x      | 48 nm               | 0.75x               | 42 nm  | 0.66x   | ? nm     | ?x       |
| Cel·lula 1 bit de RAM (HD) | ? µm²  | ?x      | 0.049 µm²           | 0.61x               | ? µm²  | ?x      | ? nm     | ?x       |
| Cel·lula 1 bit de RAM (LP) | ? µm²  | ?x      | 0.040 µm²           | 0.63x               | ? µm²  | ?x      | ? nm     | ?x       |